# Порабощённые народы
«Порабощённые народы» или «порабощённые нации» (англ. captive nations) — термин, иногда используемый в США для описания народов в странах с недемократическими режимами. Во время Холодной войны, когда появились и чаще использовалась эта фраза, она относилась к народам под коммунистическим господством — то есть странам так называемого социалистического лагеря.

## История
В 1959 году в США была создана антикоммунистическая организация — Национальный комитет порабощенных народов (англ. National Captive Nations Committee). Закон о её учреждении был единогласно принят Конгрессом США и подписан Президентом Дуайтом Д. Эйзенхауэром. В комитете ключевую роль играл американский экономист и дипломат украинского происхождения Лев Добрянский.
Закон также предусматривал учреждение Недели порабощённых народов (англ. Captive Nations Week), традиционно проводящейся с тех пор в третью неделю июля. Это действие было направлено на повышение осведомлённости общественности о проблемах народов, находящихся под контролем коммунистических и других недемократических режимов.
В тексте 1959 года конкретно упоминались следующие страны:
- Азербайджан
- Албания
- Армения
- Беларусь
- Болгария
- Венгрия
- ГДР
- Грузия
- Идель-Урал
- Казакия
- КНДР
- Латвия
- Литва
- Материковый Китай
- Польша
- Румыния
- Северный Вьетнам
- Тибетский автономный район
- Туркестан
- Украина
- Чехословакия
- Эстония

## Критика
Русские эмигранты, проживающие в США, подвергли закон PL 86-90 критике, поскольку, говоря о «русском коммунизме» и «империалистической политике коммунистической России», этот закон косвенно делал термин «русский» синонимом терминов «коммунист» и «империалист». В частности, Конгресс русских американцев утверждал, что PL 86-90 был антироссийским, а не антикоммунистическим, поскольку в список «порабощенных наций» сами русские не включены, что подразумевает вину русского народа в преступлениях коммунистов. По мнению русского писателя Андрея Цыганкова, предполагаемая причина этого заключается в том, что закон был разработан Львом Добрянским, которого русские американцы считают украинским националистом. Члены Конгресса провели кампанию за отмену закона о порабощённых народах.
Группа известных американских историков опубликовала заявление, в котором утверждалось, что PL 86-90 в значительной степени основан на дезинформации и обязывает Соединённые Штаты оказывать помощь эфемерным «народам», таким как жители Казакии и Тибетского автономного района.
В числе противников PL 86—90 были такие деятели эмиграции, как Григорий П. Чеботарёв, Степан Тимошенко, Николай Рясановский, Глеб Струве, Николай Тимашев.

## Современное представление
В США продолжают традицию отмечать Неделю порабощённых народов и каждый год выпускают новую версию Прокламации. Современные прокламации не относятся к конкретным нациям или государствам. Последним президентом США, который определил список стран с репрессивными режимами, был Джордж Буш — младший: в прокламации 2008 года упоминались Беларусь и Северная Корея. Буш охарактеризовал лидеров двух стран как «деспотов».
Провозгласив Неделю порабощённых народов в июле 2009 года, президент Барак Обама заявил, что, хотя холодная война завершилась, опасения, высказанные президентом Эйзенхауэром, остаются в силе.